# ISO 3166-2:TV

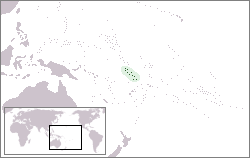
Tuvalu representado en un mapa de Oceanía.

ISO 3166-2:TV es la entrada para Tuvalu en ISO 3166-2, parte de los códigos de normalización ISO 3166 publicados por la Organización Internacional de Normalización (ISO), que define los códigos para los nombres de las principales subdivisiones (p.ej., provincias o estados) de todos los países codificados en ISO 3166-1.
En la actualidad, para Tuvalu, los códigos ISO 3166-2 se definen para 1 consejo local y 7 consejos insulares. Niulakita, que ahora tiene su propio consejo insular, no figura en la lista, por estar administrada como parte de Niutao.
Cada código consta de dos partes, separadas por un guion. La primera parte es TV, el código ISO 3166-1 alfa-2 para Tuvalu. La segunda parte tiene tres letras.

## Códigos actuales
Los nombres de las subdivisiones se ordenan según el estándar ISO 3166-2 publicado por la Agencia de Mantenimiento ISO 3166 (ISO 3166/MA).
Pulsa sobre el botón en la cabecera para ordenar cada columna.
| Código | Nombre de la subdivisión (en) | Categoría de la subdivisión |
| ------ | ----------------------------- | --------------------------- |
| TV-FUN | Funafuti                      | consejo local               |
| TV-NIT | Niutao                        | consejo insular             |
| TV-NKF | Nukufetau                     | consejo insular             |
| TV-NKL | Nukulaelae                    | consejo insular             |
| TV-NMA | Nanumea                       | consejo insular             |
| TV-NMG | Nanumaga                      | consejo insular             |
| TV-NUI | Nui                           | consejo insular             |
| TV-VAI | Vaitupu                       | consejo insular             |

## Cambios
Los siguientes cambios de entradas han sido anunciados en los boletines de noticias emitidos por el ISO 3166/MA desde la primera publicación del ISO 3166-2 en 1998, cesando esta actividad informativa en 2013.
| Informe         | Fecha de emisión | Descripción del cambio reportado                                                  | Cambio de código o subdivisión                                 |
| --------------- | ---------------- | --------------------------------------------------------------------------------- | -------------------------------------------------------------- |
| Boletín I-8     | 2007-04-17       | Se añaden las subdivisiones administrativas y sus elementos de código             | Subdivisiones añadidas: 1 consejo local y 7 consejos insulares |
| ISO 3166-2:2007 | 2007-12-13       | Segunda edición de la ISO 3166-2 (este cambio no fue anunciado en boletín alguno) | Códigos: Nui: TV-NIU → TV-NUI                                  |